# 산타 할머니

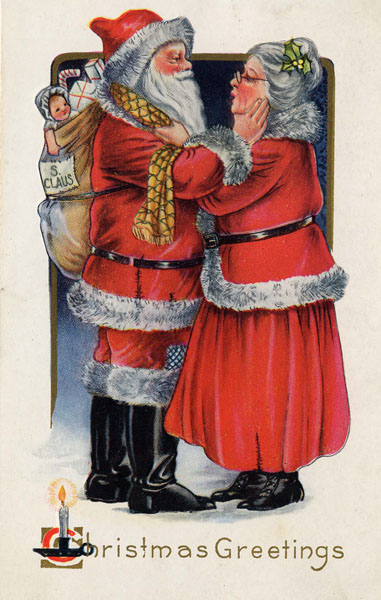
산타 할머니는 남편이 1919년 엽서로 여행을 떠날 때 그에게 작별인사를 한다.

산타 할머니(Mrs. Claus)는 서양 크리스마스 전통의 크리스마스 선물을 배달하는 산타 클로스의 전설적인 아내이다. 그녀는 요정들과 함께 쿠키를 만들고, 순록을 돌보고, 남편과 함께 장난감을 준비하는 것으로 유명하다.